# Myrrophis
Genre
Myrrophis est un genre de serpents de la famille des Homalopsidae.

## Répartition
Les espèces de ce genre se rencontrent en Asie du Sud-Est et en Asie de l'Est.

## Liste des espèces
Selon The Reptile Database (12 avril 2013) :
- Myrrophis bennettii (Gray, 1842)
- Myrrophis chinensis (Gray, 1842)

## Publication originale
- Kumar, Sanders, George & Murphy, 2012 : The status of Eurostus dussumierii and Hypsirhina chinensis (Reptilia, Squamata, Serpentes): with comments on the origin of salt tolerance in homalopsid snakes. Systematics and Biodiversity, vol. 10, no 4, p. 479-489.